# 珠江水螅
珠江水螅（学名：Hydra zhujiangensis sp. nov.）一种发现于中华人民共和国广东省肇庆市的淡水水螅。

## 形态特征
珠江水螅雌雄同体，呈淡灰色。体柱长5.0～13.0mm，一般为8mm。触手4～7条，一般为5条。

## 发现
珠江水螅是2009年由深圳大学生命科学学院的研究人员刘洪涛、汪安泰采集，模式标本保存于深圳大学生命科学学院。